# Kitzilas
Kitzilas (danas su poznati kao Kitselas, Kitsalas, Gits'ilaasü; =ljudi iz kanjona, i.e. rijeke Skeena), jedna od lokalnih skupina Tsimshian Indijanaca, porodica chimmesyan, koji su živjeli u dva grada koji su po njima nosili imena. Prvi se nalazio upravo iznad kanjona rijeke Skeene u Britanskoj Kolumbiji, ali ga je većina stanovnika napustika 1893. i odselila se u New Kitzilas. Populacija drugog grada bila je 144 (1902).
Jedna od obitelji u Kitzilasu bila je Gyilaktsaoks (Guilaχts′oks); Gyitktsaktl (Gyitχtsä′χtl 'ljudi s obale jezera') je jedna od njihovih podskupina.